# Hotelul Național (Chișinău)
Hotelul Național (în trecut Интурист/„Intourist”) este un fost hotel din Chișinău, ridicat în perioada sovietică. Edificiul cu 16 etaje, este una dintre cele mai simbolice clădiri din oraș. În prezent, după privatizarea din anul 2006, se află într-o stare avansată de deteriorare.

## Istoric
Construcția edificiului a fost finisată în anul 1978, iar darea în exploatare a avut loc în septembrie același an. A făcut parte din rețeaua hotelieră sovietică „Intourist” până în 1992 și a fost proprietate de stat între anii 1992 și 2006.
În perioada sovietică la primul etaj al unei anexe conectate la hotel printr-un coridor, exista o sală de restaurant cu 160 de locuri. La etajul doi era un hol pentru 200 de locuri, precum și o sală de banchet pentru 100 de locuri. Hotelul mai avea baruri la etajul trei, iar mai sus, restaurantul  Седьмое небо („Al șaptelea cer”). La etajul paisprezece se afla singurul bar valutar din întregul Chișinău, unde erau acceptate 14 tipuri de valută.
A fost privatizat pentru prima dată în anul 1999, firma câștigătoare, „Avi Awaks” din Israel urma să achite 1,55 milioane dolari. Din motivul neachitării prețului pachetului de acțiuni, contractul a fost reziliat pe cale judiciară.
A fost privatizat pentru a doua oară în anul 2006, firma câștigătoare a concursului investițional a fost întreprinderea cu capital străin „Alfa-Engineering” (director de atunci Nicolae Curtoglo, membru al Consiliului municipal din partea Partidului Comuniștilor), care s-a obligat să facă investiții în valoare de 33 milioane de dolari pentru reconstrucția hotelului și să-l transforme într-un hotel de cinci stele. Reconstrucția urma să fie finisată doi ani mai târziu, însă nu a mai fost realizată.
Pe parcursul anilor 2010, edificiul a fost subiect de dispută judiciară între autoritățile locale și proprietarul care nu și-a executat obligațiile. La ultima ședință, cea din 25 iunie 2019, Curtea de Apel Chișinău, a respins cererea de apel a Agenției Proprietății Publice și a menținut hotărîrea primei instanțe, care a lăsat hotelul în proprietate privată.
În august 2020, proprietarul clădirii a primit autorizația de demolare a edificiului.
În martie 2021 a fost propusă demolarea edificiului în detrimentul construcției unui complexul multifuncțional.
27 februarie 2022, fațada este pictată în culorile drapelului Ucrainei. Noaptea de 19 aprilie 2022 cinci etaje au fost revopsite în culorile negru-oranj ale panglicii „Sf. Gheorghe”, simbol al agresiunii militare rusești în Ucraina. În aceeași zi culorile negru-oranj de pe fațada fostului Hotel Național au fost acoperite cu vopsea gri. În iunie 2024, balcoanele au fost revopsite în culorile drapelului României, iar la mansardă a fost scris Moldova.

## Galerie de imagini

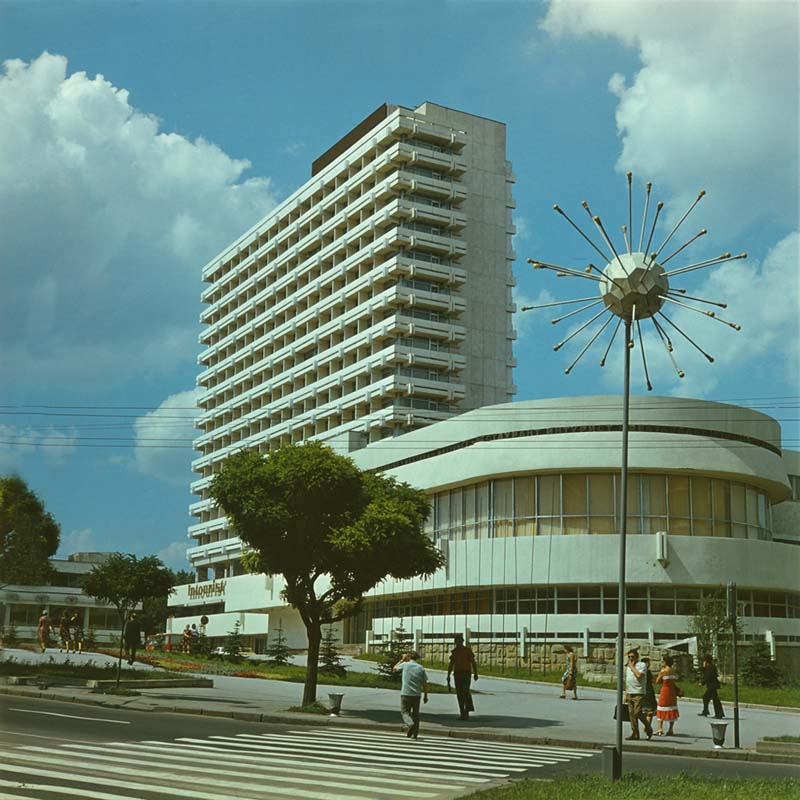
Hotelul în 1980.
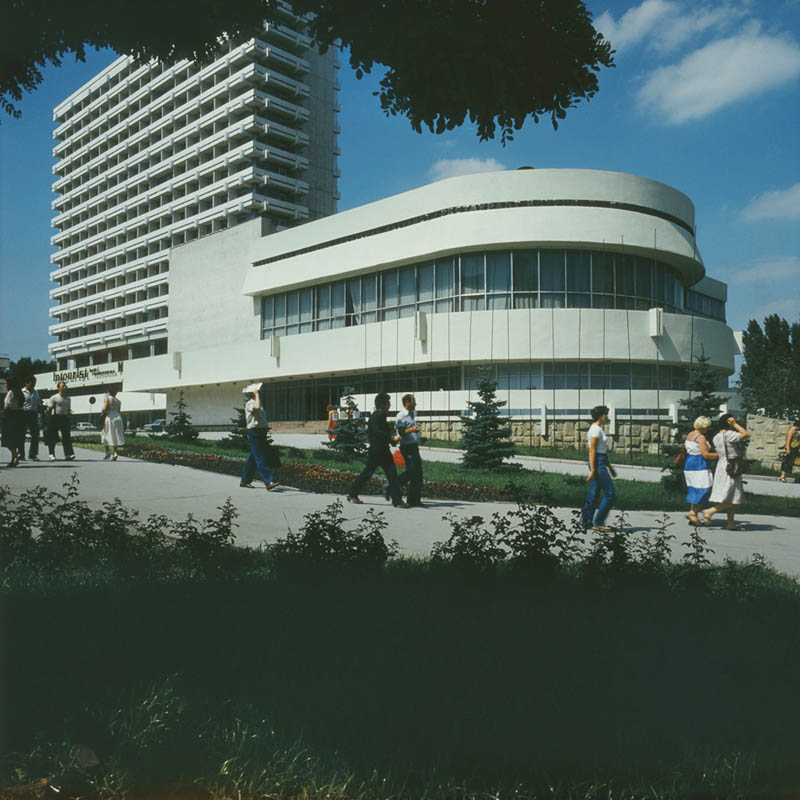
Anexa, de asemenea restaurant.
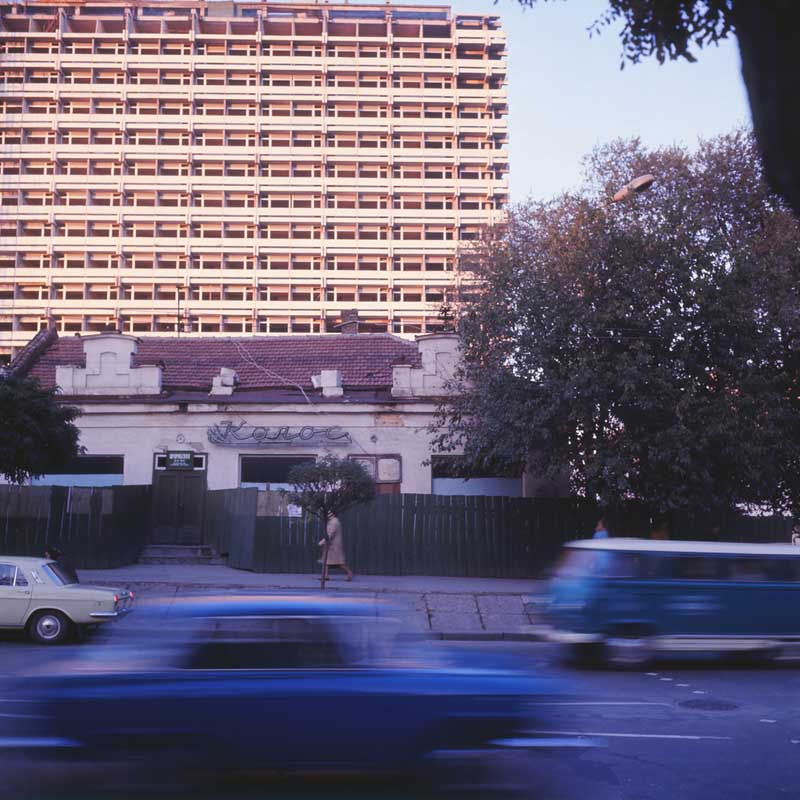
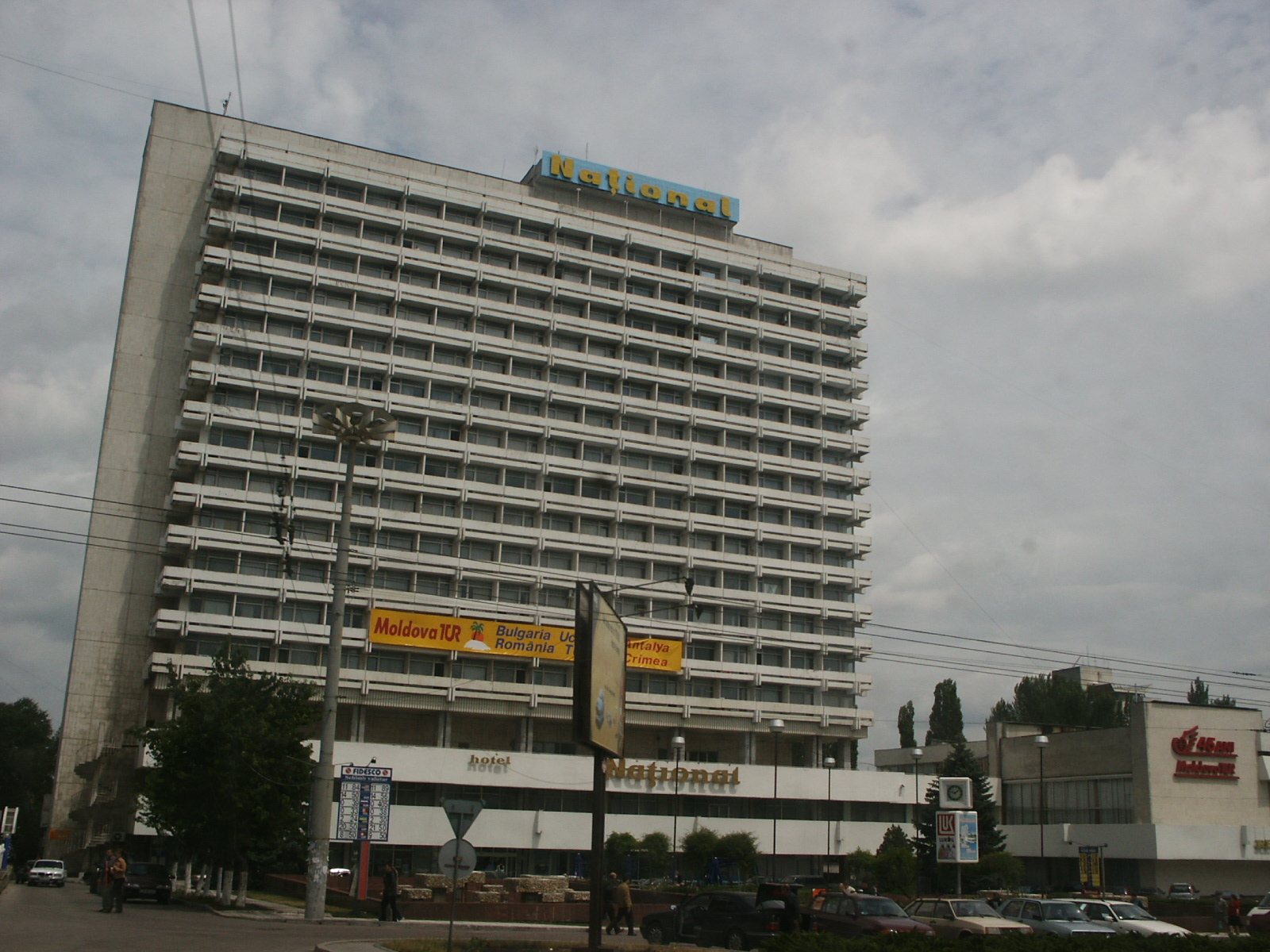
2004
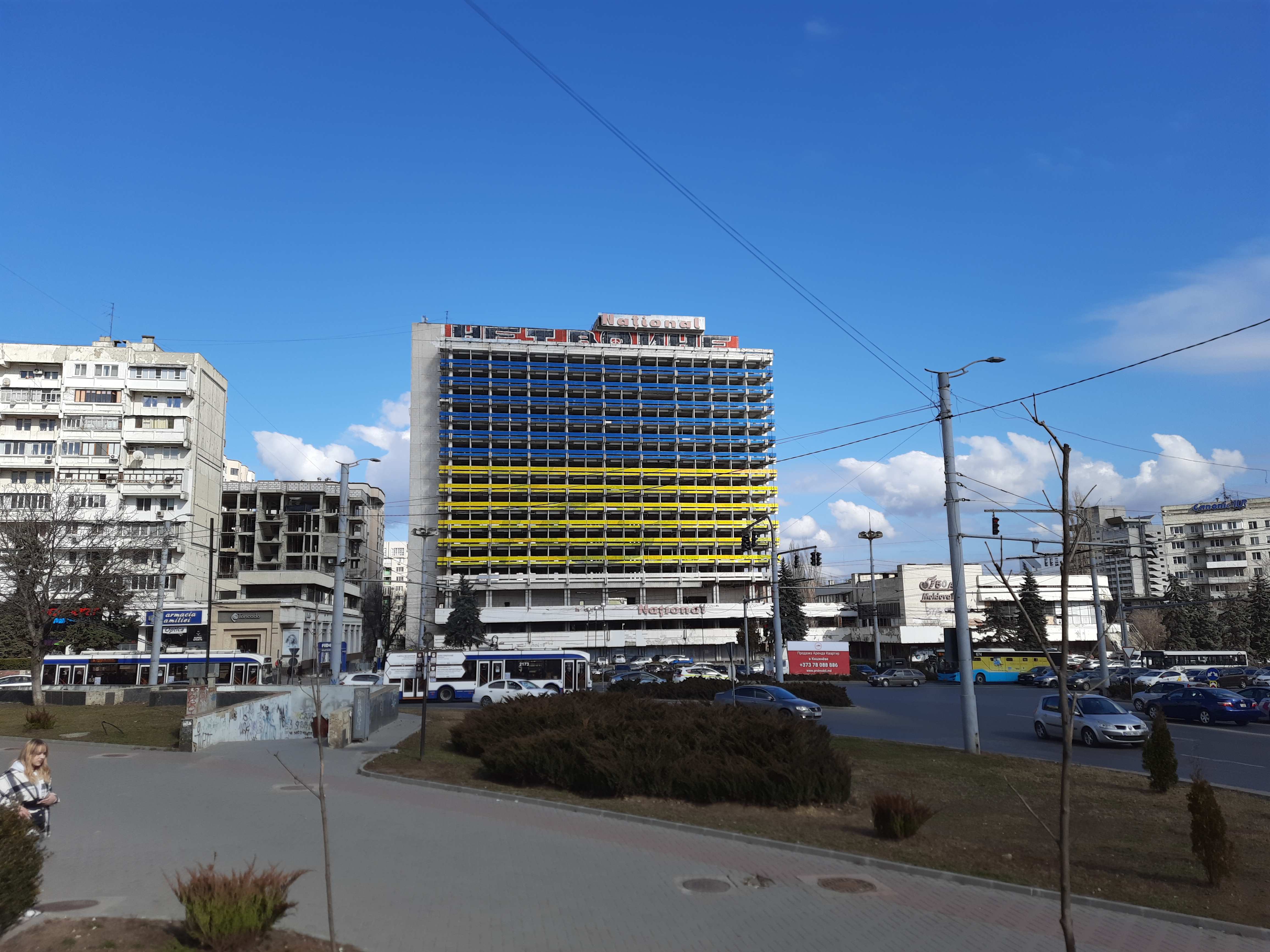
cu drapelul ucrainei